# Dicrania fraudulenta
Dicrania fraudulenta är en skalbaggsart som beskrevs av Frey 1972. Dicrania fraudulenta ingår i släktet Dicrania och familjen Melolonthidae. Inga underarter finns listade i Catalogue of Life.